# Bioč
Bioč är en bergskedja i Montenegro. Den ligger i den nordvästra delen av landet, 100 km norr om huvudstaden Podgorica.